# パルレーシュ (小惑星)
パルレーシュ (6550 Parléř) は小惑星帯の小惑星である。チェコのクレチ天文台 (Hvězdárna Kleť) のアントニーン・ムルコスが発見した。
14世紀の建築家で、プラハの聖ヴィート大聖堂の建設に携わったペトル・パルレーシュ（Petr Parléř、1333年頃 - 1399年）の名前に因んで命名された。